# Joël Curbelo
Luis Joël Curbelo Meléndez (Río Piedras, 4 luglio 1974) è un ex cestista portoricano.

## Carriera
Con Porto Rico ha disputato i Campionati americani del 1995 e i Giochi olimpici di Atlanta 1996.